# The Great Cleric
«Великий клірик» (яп. 聖者無双, Seija Musō, The Great Cleric) — ранобе, написане Broccoli Lion. Спочатку воно булу опубліковане на сайті Shōsetsuka ni Narō у жовтні 2015 року, а згодом було придбане видавництвом Micro Magazine, яке почало випускати його в друкованому форматі з ілюстраціями Sime. Манґа-адаптація, ілюстрована Хіїро Акікадзе, почала виходити в червні 2017 року на веб-платформі Suiyōbi no Sirius, що належить Niconico. Аніме-адаптація від студій Yokohama Animation Laboratory та Cloud Hearts виходила з липня по вересень 2023 року.

## Сюжет
Молодий японський офісний працівник гине від пострілу і перероджується завдяки богині в іншому фантазійному світі як підліток на ім'я Лусіель, наділений силою зцілення. Щоб цього разу прожити довге і щасливе життя, він старанно працює над собою. Піднімаючись у церковній ієрархії, Лусіель використовує свої здібності щоб допомагати тим хто цього потребує, водночас відновлюючи репутацію церкви заплямовану жадібністю та корупцією багатьох її членів заводячи як друзів, так і ворогів.

## Персонажі
Лусіель (яп. ルシエル, Rushieru)
Сейю: Рейджі Кавашима (оригінал), Джастін Брайнер (англійський дубляж)
Брод (яп. ブロド, Burodo)
Сейю: Акіо Оцука
Грулґа (яп. グルガー, Gurugā)
Сейю: Томоакі Маено
Галва (яп. ガルバ, Garuba)
Сейю: Оно Дайсуке
Луміна (яп. ルミナ, Rumina)
Сейю: Ріка Кінугава (оригінал), Джулі Клеберн (англійський дубляж)
Нанаера (яп. ナナエラ)
Сейю: Хіна Тачібана
Моніка (яп. モニカ)
Сейю: Манака Івамі (оригінал), Кіане Кінг (англійський дубляж)
Куруру (яп. クルル)
Сейю: Мікоі Сасакі (оригінал), Сара Роуч (англійський дубляж)
Ґоун-сенсей (яп. 豪運先生)
Сейю: Шоутаро Морікубо
Папа (яп. 教皇, Kyōkō)
Сейю: Еріко Мацуї
Катрея (яп. カトレア, Katorea)
Сейю: Хікаса Йоко
Ґранхарт (яп. グランハルト, Guranharuto)
Сейю: Масакі Терасома
Джордо (яп. ジョルド, Jorudo)
Сейю: Кентаро Кумагаї

## Медіа

### Ранобе
Написане Broccoli Lion, серія почала виходити на сайті Shōsetsuka ni Narō 17 жовтня 2015 року. Згодом вона була придбана Micro Magazine, яке розпочало друкований випуск із ілюстраціями Sime 30 серпня 2016 року. Станом на січень 2022 року вийшло десять томів.
У жовтні 2020 року J-Novel Club оголосив про отримання ліцензії на англійське видання.

#### Список томів
| №  | Дата виходу       | ISBN                   |
| -- | ----------------- | ---------------------- |
| 1  | 30 серпня 2016    | ISBN 978-4-89-637579-4 |
| 2  | 28 січня 2017     | ISBN 978-4-89-637613-5 |
| 3  | 30 червня 2017    | ISBN 978-4-89-637640-1 |
| 4  | 28 лютого, 2018   | ISBN 978-4-89-637692-0 |
| 5  | 30 жовтня 2018    | ISBN 978-4-89-637827-6 |
| 6  | 29 червня 2019    | ISBN 978-4-89-637893-1 |
| 7  | 26 грудня 2019    | ISBN 978-4-89-637953-2 |
| 8  | 30 листопада 2020 | ISBN 978-4-86-716084-8 |
| 9  | 30 липня 2021     | ISBN 978-4-86-716162-3 |
| 10 | 28 січня 2022     | ISBN 978-4-86-716241-5 |
| 11 | 30 травня 2024    | ISBN 978-4-86-716581-2 |

### Манґа
Манґа-адаптація, ілюстрована Хіїро Акікадзе, почала виходити 27 січня 2017 року на манґа-сервісі Suiyōbi no Sirius, що базується на Niconico та належить Kodansha. Станом на жовтень 2024 року окремі розділи серії були зібрані у 14 томів танкобонів.
На Anime Expo 2019 видавництво Vertical оголосило про отримання ліцензії на англійське видання манґи.

#### Список томів
| №  | Дата виходу    | ISBN                   |
| -- | -------------- | ---------------------- |
| 1  | 30 червня 2017 | ISBN 978-4-06-390712-4 |
| 2  | 28 лютого 2018 | ISBN 978-4-06-510744-7 |
| 3  | 30 жовтня 2018 | ISBN 978-4-06-513029-2 |
| 4  | 9 липня 2019   | ISBN 978-4-06-516206-4 |
| 5  | 7 лютого 2020  | ISBN 978-4-06-518444-8 |
| 6  | 6 серпня 2020  | ISBN 978-4-06-520408-5 |
| 7  | 9 лютого 2021  | ISBN 978-4-06-522213-3 |
| 8  | 6 серпня 2021  | ISBN 978-4-06-524167-7 |
| 9  | 9 лютого 2022  | ISBN 978-4-06-526710-3 |
| 10 | 7 жовтня 2022  | ISBN 978-4-06-528959-4 |
| 11 | 9 березня 2023 | ISBN 978-4-06-530896-7 |
| 12 | 7 липня 2023   | ISBN 978-4-06-532132-4 |
| 13 | 8 березня 2024 | ISBN 978-4-06-534784-3 |
| 14 | 8 жовтня 2024  | ISBN 978-4-06-537399-6 |

### Аніме
Аніме-адаптація телесеріалу була анонсована 7 жовтня 2022 року. Виробництвом займалися Yokohama Animation Laboratory та Cloud Hearts, режисером виступив Масато Тамагава, сценарій сворив Кейічіро Очі, дизайн персонажів розробив Гуонянь Ван, а музику склав Тошіхіко Сахаші. Серіал транслювався з 14 липня по 29 вересня 2023 року на TBS та інших мережах. Опенінгом є «Bagu-chan» (яп. バグちゃん) Nasuo☆, а ендонінгом є «A New Day» Юкі Накашіми. Crunchyroll транслював серіал. Muse Communication ліцензувала серіал в Азіатсько-Тихоокеанському регіоні.

#### Список епізодів
| № серії | Назва серії | Режисер(и)                                              | Сценарист(и)    | Режисер(и) анімації | Оригінальна дата показу |
| ------- | --- | ------------------------------------------------------- | --------------- | ------------------- | ----------------------- |
| 1       | «Гільдія цілителів» Транслітерація: «Chiyushi Girudo» (яп. 治癒士ギルド)                                                                            | Масато Тамагава                                         | Кейічіро Очі    | Масато Тамагава     | 14 липня 2023           |
| 2       | «Гільдія шукачів пригод» Транслітерація: «Bōkensha Girudo» (яп. 冒険者ギルド)                                                                       | Кен'ічі Домон                                           | Кейічіро Очі    | Мейґо Найто         | 21 липня 2023           |
| 3       | «Талант до бойових мистецтв» Транслітерація: «Bujutsu no Sainō» (яп. 武術の才能)                                                                    | Масато Кітагава                                         | Кейічіро Очі    | Масато Тамагава     | 28 липня 2023           |
| 4       | «Речовина Х і невелика зміна» Транслітерація: «Buttai Ekkusu to Sukoshi no Henka» (яп. 物体Xと少しの変化)                                           | Масахіко Сузукі                                         | Такахіро Нагасе | Мейґо Найто         | 4 серпня 2023           |
| 5       | «Клініка зцілення та приїзд Боттакуллі» Транслітерація: «Chiyu Inchō Botakūri Tōjō» (яп. 治癒院長ボタクーリ登場)                                    | Тошіюкі Соне                                            | Такахіро Нагасе | Шінджі Ітадакі      | 11 серпня 2023          |
| 6       | «У мандрівці» Транслітерація: «Tabidachi» (яп. 旅立ち)                                                                                              | Мотохіро Абе                                            | Кейічіро Очі    | Мотохіро Абе        | 18 серпня 2023          |
| 7       | «Святе місто Шуруле» Транслітерація: «Seito Shurūru» (яп. 聖都シュルール)                                                                           | Кен'ічі Домон                                           | Шінджі Сато     | Шінджі Ітадакі      | 1 вересня 2023          |
| 8       | «Загроза в кабінеті керівника» Транслітерація: «Bosu Heya no Kyōi» (яп. ボス部屋の脅威)                                                             | Akira Katō                                              | Такахіро Нагасе | Шінджі Ітадакі      | 1 вересня 2023          |
| 9       | «Тренування з полком Паладинів» Транслітерація: «Seikishitai to no Kunren» (яп. 聖騎士隊との訓練)                                                   | Масато Кітагава                                         | Кейічіро Очі    | Шінджі Ітадакі      | 8 вересня 2023          |
| 10      | «Таємниця Речовини Х» Транслітерація: «Buttai Ekkusu no Himitsu» (яп. 物体Xの秘密)                                                                  | Масахіко Сузукі                                         | Шінджі Сато     | Шінджі Ітадакі      | 15 вересня 2023         |
| 11      | «Неприємності в Шуруле» Транслітерація: «Seito Shurūru no Ihen» (яп. 聖都シュルールの異変)                                                          | Шін'я Кавабе, Таро Ікегамі, Юка Хашімото, Нобухіро Муто | Кейічіро Очі    | Мотохіро Абе        | 22 вересня 2023         |
| 12      | «Декларація цілителя і екзорциста S-рангу» Транслітерація: «Esu-kyū Chiyushi Ken Taimashi Rushieru no Sengen» (яп. S級治癒士兼退魔士ルシエルの宣言) | Масато Тамагава                                         | Кейічіро Очі    | Масато Тамагава     | 29 вересня 2023         |

## Сприйняття
Серія отримала золоту нагороду (фактично друге місце) на 4-й Net Novel Award.
Серія ранобе розійшлася тиражем понад два мільйони примірників.